# Athyrium brevifrons
Athyrium brevifrons là một loài thực vật có mạch trong họ Woodsiaceae. Loài này được Nakai ex Kitag. miêu tả khoa học đầu tiên năm 1935.